# Реатеги, Анди
Анди Маэло Реатеги Кастильо (исп. Andy Maelo Reátegui Castillo; род. 14 июня 1995 года, Лима, Перу) — перуанский футболист, защитник клуба «Унион Комерсио».

## Клубная карьера
Реатеги — воспитанник клуба «Университарио». 18 мая 2014 года в поединке Кубка Перу против «Спорт Уанкайо» он дебютировал за основной состав. 15 июня в матче против «Сьенсиано» он дебютировал в перуанской Примере. В начале 2016 года Реатеги перешёл в «Универсидад Сан-Мартин». 6 февраля в матче против «Депортиво Мунисипаль» он дебютировал за новую команду. В начале 2017 года в поисках игровой практики Анди перешёл в «Спорт Бойз». 23 апреля в матче против «Унион Уараль» он дебютировал в перуанской Сегунде. 16 июля в поединке против «Спорт Анкаш» Реатеги забил свой первый гол за «Спорт Бойз». по итогам сезона Анди помог клубу выйти в элиту. 4 февраля 2018 года в матче против «Реал Гарсиласо» он дебютировал за команду на высшем уровне.

## Международная карьера
В 2015 году в составе молодёжной сборной Перу Реатеги принял участие в молодёжном чемпионате Южной Америки в Уругвае. На турнире он сыграл в матчах против команд Колумбии и Парагвая.